# Ernst-Moritz-Arndt-Turm

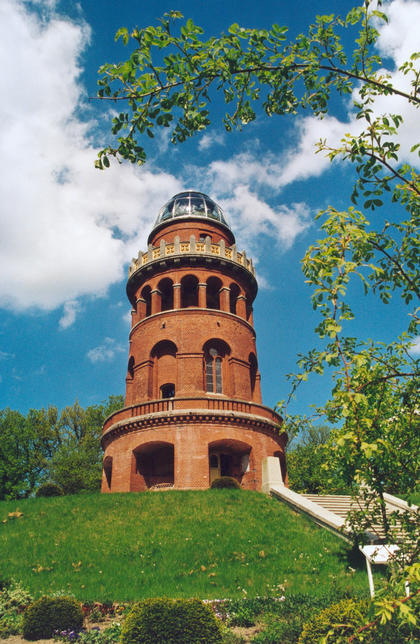
Ernst-Moritz-Arndt-Turm

Der Ernst-Moritz-Arndt-Turm ist ein Aussichtsturm und Gedenkstätte für Ernst Moritz Arndt. Er steht auf dem Rugard nordöstlich von Bergen auf Rügen. Der in Backstein errichtete Turm wurde in die Liste der Baudenkmäler des damaligen Landkreises Rügen aufgenommen.

## Entstehung
In Vorbereitung des 100. Geburtstages Ernst Moritz Arndts bildete sich 1869 ein „Komitee zur Errichtung eines Arndt-Denkmals“ unter Leitung des rügenschen Landrats von Platen und des Bergener Bürgermeisters Richter. Es wurde in der deutschen Öffentlichkeit zu Spenden aufgerufen und die Architekten um Entwürfe gebeten.
Die Grundsteinlegung erfolgte am 26. Dezember 1869, dem Jubiläumstag. Ausgewählt wurde der Entwurf des Königlichen Regierungsbauführers Hermann Eggert aus Berlin, der die Oberleitung des Baues von Anfang bis Ende innehatte. Im Sommer 1872 wurde das 13 Fuß hohe Felsenfundament des Turmes aufgeführt und im folgenden Winter die Erdaufschüttung vorgenommen. 1873 entstand das erste Stockwerk. Danach gingen vorerst die finanziellen Mittel aus. Erneut ergingen Spendenaufrufe, wobei auch Kaiser Wilhelm I. 3.000 Mark bereitstellte. Erst 1875 konnten das zweite Stockwerk und die innere Treppe gebaut werden. 1876 folgten das dritte Stockwerk und die Kuppel, so dass am 6. Oktober des Jahres Richtfest gefeiert werden konnte. 1877 wurde das 26,7 m hohe Denkmal vollendet.

## Nutzung
Der Turm diente Einheimischen und Gästen als Aussichtsturm. 1944 wurde die einst geziegelte Kuppel entfernt und eine Flakstellung montiert. Von 1945 bis 1953 wurde der Turm von der Roten Armee genutzt. 1955 wurde die Plattform abgerissen und durch eine neue Holzkuppel ersetzt.

## Sanierung
Im Jahre 1999 beschloss die Stadtverordnung der Stadt Bergen auf Rügen, den Turm zu sanieren und den ursprünglich möglichen Rundumblick durch den Bau einer gläsernen Kuppel wieder zu ermöglichen. Von 2000 bis 2002 erfolgte die Sanierung mit den Gesamtkosten von etwa 1,1 Millionen DM. Am 125. Jahrestag der Erbauung wurde er wieder für Besucher zugänglich gemacht.

## Architektur
Der viergeschossige runde Aussichtsturm aus Backstein liegt auf einem gärtnerisch gestalteten Hügel mit Freitreppe. Das ausladende Sockelgeschoss mit umlaufender Galerie gliedern Segmentbogennischen, das zweite Geschoss beleuchten hohe Rundbogenfenster, die im dritten Geschoss zu Rundbogenarkaden einer gedeckten Galerie werden. Das vierte Geschoss mit gusseiserner Wendeltreppe und Aussichtsgalerie trägt ein gläsernes Kuppeldach.